# Полигонални број
У математици, полигонални број је број представљен у облику тачака или каменчића распоређених у облику правилног полигона. Тачке се сматрају алфама (јединицама). Ово је једна врста 2-димензионалних фигуралних бројева.

## Дефиниција и примери
Број 10, на пример, може бити представљен као троугао (види троугаони број):
| * · * · * · * · * · * · * · * · * · * |
Али 10 не може бити квадрат. Број 9, са друге стране, може (види квадратни број):
| * · * · * · * · * · * · * · * · * |
Неки бројеви, као 36, могу бити представљени и као квадрат и као троугао (види квадратни троугаони бројеви):
| * · * · * · * · * · * · * · * · * · * · * · * · * · * · * · * · * · * · * · * · * · * · * · * · * · * · * · * · * · * · * · * · * · * · * · * |  | * · * · * · * · * · * · * · * · * · * · * · * · * · * · * · * · * · * · * · * · * · * · * · * · * · * · * · * · * · * · * · * · * · * · * · * |
По конвенцији, 1 је први полигонални број за било који број страна. Правило за проширење полигона на следећу величину је да се продуже две суседне стране у једном тренутку и да затим додајете потребне додатне стране између тих тачака. У наредним дијаграмима, сваки додатни слој је приказан као црвени.

### Квадратни бројеви
Полигонални бројеви са већим бројем страна, као што су пентагони и хексагони, могу такође бити конструисани према овом правилу, иако тачке неће формирати перфектно правилну решетку као горе.

## Формула
{\displaystyle P(s,n)={\frac {n^{2}(s-2)-n(s-4)}{2}}}
или
{\displaystyle P(s,n)=(s-2){\frac {n(n-1)}{2}}+n}
 nth s-гонални број је такође повезан са троугаоним бројем Tn на следећи начин:
{\displaystyle P(s,n)=(s-2)T_{n-1}+n=(s-3)T_{n-1}+T_{n}\,.}
Онда:
{\displaystyle P(s,n+1)-P(s,n)=(s-2)n+1\,,}
{\displaystyle P(s+1,n)-P(s,n)=T_{n-1}={\frac {n(n-1)}{2}}\,.}
{\displaystyle n={\frac {{\sqrt {8(s-2)x+(s-4)^{2}}}+(s-4)}{2(s-2)}}.}

### Сваки хексагонални број је и троугаони број
Примена горенаведене формуле:
{\displaystyle P(s,n)=(s-2)T_{n-1}+n}
за случај од 6 страна добијамо:
{\displaystyle P(6,n)=4T_{n-1}+n}
али како је:
{\displaystyle T_{n-1}=n(n-1)/2}
следи да је:
{\displaystyle P(6,n)=4n(n-1)/2+n=2n(2n-1)/2=T_{2n-1}}
Ово показује да је {\displaystyle n^{th}} хексагонални број, {\displaystyle P(6,n)} једнак {\displaystyle (2n-1)^{st}} троугаоном броју, {\displaystyle T_{2n-1}}. Можемо наћи сваки хексагонални број једноставним узимањем непарних троугаоних бројева:
1, 3, 6, 10,15, 21, 28, 36, 45, 55, 66, ...

## Табела вредности
Првих 6 вредности у колони Збир реципрочних вредности, за троугаони до октагоналног броја, произлази из објављеног решења за општи проблем, који такође даје општу формулу за било који број страна, у темину дигама функције.
| s     | Име                      | Формула           | н = 1 | н = 2 | н = 3 | н = 4 | н = 5 | н = 6  | н = 7  | н = 8  | н = 9  | н = 10 | Збир реципрочних бројева | ОЕИС број |
| ----- | ------------------------ | ----------------- | ----- | ----- | ----- | ----- | ----- | ------ | ------ | ------ | ------ | ------ | --- | --------- |
| 3     | Троугаони                | ½(n²+n)           | 1     | 3     | 6     | 10    | 15    | 21     | 28     | 36     | 45     | 55     | {\displaystyle {2}} | A000217   |
| 4     | Квадрат                  | n² = ½(2n² - 0n)  | 1     | 4     | 9     | 16    | 25    | 36     | 49     | 64     | 81     | 100    | {\displaystyle {\pi ^{2} \over 6}} | A000290   |
| 5     | Пентагонални             | ½(3n² - n)        | 1     | 5     | 12    | 22    | 35    | 51     | 70     | 92     | 117    | 145    | {\displaystyle {3\ln \left(3\right)}-{\pi {\sqrt {3}} \over 3}} | A000326   |
| 6     | Хексагонални             | ½(4n² - 2n)       | 1     | 6     | 15    | 28    | 45    | 66     | 91     | 120    | 153    | 190    | {\displaystyle {2\ln \left(2\right)}} | A000384   |
| 7     | Хептагонални             | ½(5n² - 3n)       | 1     | 7     | 18    | 34    | 55    | 81     | 112    | 148    | 189    | 235    | {\displaystyle {\begin{matrix}{\frac {2}{3}}\ln(5)\\+{\frac {{1}+{\sqrt {5}}}{3}}\ln \left({\frac {1}{2}}{\sqrt {10-2{\sqrt {5}}}}\right)\\+{\frac {{1}-{\sqrt {5}}}{3}}\ln \left({\frac {1}{2}}{\sqrt {10+2{\sqrt {5}}}}\right)\\+{\frac {1}{15}}{\pi }{\sqrt {25-10{\sqrt {5}}}}\end{matrix}}} | A000566   |
| 8     | Октагонални              | ½(6n² - 4n)       | 1     | 8     | 21    | 40    | 65    | 96     | 133    | 176    | 225    | 280    | {\displaystyle {{3\ln \left(3\right) \over 4}+{\pi {\sqrt {3}} \over 12}}} | A000567   |
| 9     | Нонагонални (енегонални) | ½(7n² - 5n)       | 1     | 9     | 24    | 46    | 75    | 111    | 154    | 204    | 261    | 325    | A001106 |           |
| 10    | Декагонални              | ½(8n² - 6n)       | 1     | 10    | 27    | 52    | 85    | 126    | 175    | 232    | 297    | 370    | {\displaystyle {{\ln \left(2\right)}+{\pi \over 6}}} | A001107   |
| 11    | Хендекагонални           | ½(9n² - 7n)       | 1     | 11    | 30    | 58    | 95    | 141    | 196    | 260    | 333    | 415    | A051682 |           |
| 12    | Додекагонални            | ½(10n² - 8n)      | 1     | 12    | 33    | 64    | 105   | 156    | 217    | 288    | 369    | 460    | A051624 |           |
| 13    | Тридекагонални           | ½(11n² - 9n)      | 1     | 13    | 36    | 70    | 115   | 171    | 238    | 316    | 405    | 505    | A051865 |           |
| 14    | Тетрадекагонални         | ½(12n² - 10n)     | 1     | 14    | 39    | 76    | 125   | 186    | 259    | 344    | 441    | 550    | {\displaystyle {{2\ln \left(2\right) \over 5}+{3\ln \left(3\right) \over 10}+{\pi {\sqrt {3}} \over 10}}} | A051866   |
| 15    | Пентадекагонални         | ½(13n² - 11n)     | 1     | 15    | 42    | 82    | 135   | 201    | 280    | 372    | 477    | 595    | A051867 |           |
| 16    | Хексадекагонални         | ½(14n² - 12n)     | 1     | 16    | 45    | 88    | 145   | 216    | 301    | 400    | 513    | 640    | A051868 |           |
| 17    | Хептадекагонални         | ½(15n² - 13n)     | 1     | 17    | 48    | 94    | 155   | 231    | 322    | 428    | 549    | 685    | A051869 |           |
| 18    | Октадекагонални          | ½(16n² - 14n)     | 1     | 18    | 51    | 100   | 165   | 246    | 343    | 456    | 585    | 730    | {\displaystyle {\begin{matrix}{\frac {4}{7}}\ln {\left(2\right)}\\-{\frac {\sqrt {2}}{14}}\ln \left(3-2{\sqrt {2}}\right)\\+\pi {\frac {\left(1+{\sqrt {2}}\right)}{14}}\end{matrix}}} | A051870   |
| 19    | Енедекагонални           | ½(17n² - 15n)     | 1     | 19    | 54    | 106   | 175   | 261    | 364    | 484    | 621    | 775    | A051871 |           |
| 20    | Икосагонални             | ½(18n² - 16n)     | 1     | 20    | 57    | 112   | 185   | 276    | 385    | 512    | 657    | 820    | A051872 |           |
| 21    | Икосигенагонални         | ½(19n² - 17n)     | 1     | 21    | 60    | 118   | 195   | 291    | 406    | 540    | 693    | 865    | A051873 |           |
| 22    | Икосидигонални           | ½(20n² - 18n)     | 1     | 22    | 63    | 124   | 205   | 306    | 427    | 568    | 729    | 910    | A051874 |           |
| 23    | Икоситригонални          | ½(21n² - 19n)     | 1     | 23    | 66    | 130   | 215   | 321    | 448    | 596    | 765    | 955    | A051875 |           |
| 24    | Икоситетрагонални        | ½(22n² - 20n)     | 1     | 24    | 69    | 136   | 225   | 336    | 469    | 624    | 801    | 1000   | A051876 |           |
| 25    | Икосипентагонални        | ½(23n² - 21n)     | 1     | 25    | 72    | 142   | 235   | 351    | 490    | 652    | 837    | 1045   | A255184 |           |
| ...   | ...                      | ...               | ...   | ...   | ...   | ...   | ...   | ...    | ...    | ...    | ...    | ...    | ... | ...       |
| 10000 | Мириагонални             | ½(9998n² - 9996n) | 1     | 10000 | 29997 | 59992 | 99985 | 149976 | 209965 | 279952 | 359937 | 449920 | A167149 |           |

Својство ове табеле се може изразити наредним идентитетом (види A086270):
{\displaystyle 2\,P(s,n)=P(s+k,n)+P(s-k,n),}
са
{\displaystyle k=0,1,2,3,...,s-3.}

## Комбинације
| с   | т | Ред | ОЕИС број |
| --- | - | --- | --------- |
| 4   | 3 | 1, 36, 1225, 41616, 1413721, 48024900, 1631432881, 55420693056, 1882672131025, 63955431761796, 2172602007770041, 73804512832419600, 2507180834294496361, 85170343853180456676, 2893284510173841030625, 98286503002057414584576, 3338847817559778254844961, ... | A001110   |
| 5   | 3 | 1, 210, 40755, 7906276, … | A014979   |
| 5   | 4 | 1, 9801, 94109401, 903638458801, 8676736387298001, 83314021887196947001, 799981229484128697805801, ... | A036353   |
| 6   | 3 | Сви хексагонални бројеви су и троугаони. | A000384   |
| 6   | 4 | Непарни троугаони квадратни бројеви. | A046177   |
| 6   | 5 | 1, 40755, 1533776805, … | A046180   |
| 7   | 3 | 1, 55, 121771, 5720653, … | A046194   |
| 7   | 4 | 1, 81, 5929, 2307361, 168662169, 12328771225, 4797839017609, 350709705290025, 25635978392186449, 9976444135331412025, 729252434211108535809, 53306479301521270428241, 20744638830126197732344369, 1516379800105728357531817761, 110843467413344235941816109721, 43135613687078894324987720634481, 3153102533906718276539864534846601, … | A036354   |
| 7   | 5 | 1, 4347, 16701685, 64167869935, … | A048900   |
| 7   | 6 | 1, 121771, 12625478965, … | A048903   |
| 8   | 3 | 1, 21, 11781, 203841, … | A046183   |
| 8   | 4 | 1, 225, 43681, 8473921, 1643897025, 318907548961, 61866420601441, 12001766689130625, 2328280871270739841, 451674487259834398561, 87622522247536602581025, 16998317641534841066320321, … | A036428   |
| 8   | 5 | 1, 176, 1575425, 234631320, … | A046189   |
| 8   | 6 | 1, 11781, 113123361, … | A046192   |
| 8   | 7 | 1, 297045, 69010153345, … | A048906   |
| 9   | 3 | 1, 325, 82621, 20985481, … | A048909   |
| 9   | 4 | 1, 9, 1089, 8281, 978121, 7436529, 878351769, 6677994961, 788758910641, 5996832038649, 708304623404049, 5385148492712041, 636056763057925561, 4835857349623374369, 571178264921393749929, 4342594514813297471521, 512917445842648529510881, 3899645038444991506051689, 460599295188433458107021409, 3501876901929087559136945401, 413617654161767402731575714601, … | A036411   |
| 9   | 5 | 1, 651, 180868051, … | A048915   |
| 9   | 6 | 1, 325, 5330229625, … | A048918   |
| 9   | 7 | 1, 26884, 542041975, … | A048921   |
| 9   | 8 | 1, 631125, 286703855361, … | A048924   |
| 10  | 3 | 1, 10, 1540, 1777555, 13773376, 2051297326, 15894464365, 2367195337045, 18342198104230, ... |           |
| 10  | 4 | 1 и ниједан други. |           |
| 11  | 4 | 1, 196, 29241, 1755625, 261468900, 38941102225, 2337990844401, 348201795147556, 51858411008887561, 3113535139359330841, ... |           |
| 12  | 4 | 1, 64, 3025, 142129, 6677056, 313679521, 14736260449, 692290561600, 32522920134769, 1527884955772561, 71778070001175616, 3372041405099481409, 158414167969674450625, 7442093853169599697984, 349619996931001511354641, 16424697761903901433970161, 771611174812552365885242944, 36249300518428057295172448225, 1702945513191306140507219823649, 80002189819472960546544159263296, 3758399976002037839547068265551281, 176564796682276305498165664321646929, 8294787044090984320574239154851854400, 389678426275593986761491074613715509889, 18306591247908826393469506267689777110401, 860020110225439246506305303506805808678976, 40402638589347735759402879758552183230801489, 1898063993589118141445429043348445806038991025, 89168605060099204912175762157618400700601776704, ... |           |
| 13  | 4 | 1, 36, 35721, 34999056, 896703025, 34291262041, 878568782400, 860801272542225, ... |           |
| 14  | 4 | 1, 441, 14161, 4239481, 135978921, 40707501121, 1305669590281, 390873421529361, 12537039269904241, 3753166552817428201, ... |           |
| 15  | 4 | 1, 3025, 5997601, 165148201, ... |           |
| 16  | 4 | 1, 16, 400, 4225, 101761, ... |           |
| 18  | 4 | 1, 100, 1936, 116281, 2235025, 134189056, 2579217796, 154854055225, 2976415102441, 178701445541476, 3434780449000000, ... |           |
| 22  | 4 | 1, 729, 284089, 3900625, 15175959521, 590725976569, 8110813506601, 3156387347610225, 1228333148092290241, 16865317394711073289, 6563271907899976822281, 2554149271482890096235025, 35069100108493095964960369, ... |           |
| 28  | 4 | 1, 81, 3136, 30625, ... |           |
| 30  | 4 | 1, 203401, 1819801, 164024190001, 1467492382801, 132269434866199801, 1183388792474889001, 106662336814809228952801, 954287089027867949018401, 86012721732003522411131649001, 769539017165067381031862931001, 69360830830024442142566574789968401, 620557802518990379109828463337266801, 55932712702907357470917967521368968071001, 500419053066149340677758825111066761145801, ... |           |
| 32  | 4 | 1, 1089, 9025, 4190209, 34680321, 16098788161, 133241790529, 61851539930625, 511914924538369, 237633600314679361, 1966777006834629441, 912988230557458180609, 7556356748343721780225, 3507700544168154015226689, 29031520660359572245001281, 13476584577705817169042764801, 111539094820744728221573147649, 51777034439845205395308287145025, 428533173269780585467711788272449, 198927352841300701422957270168427521, 1646424340163402188622220468969607681, 764278837839242855021796436678811396929, 6325561886374617938905985574069444444225, 2936359096051018207693040486762723218579969, ... |           |
| 40  | 4 | 1, 576, 123201, ... |           |
| 44  | 4 | 1, 256, 1521, 136161, 802816, 71757841, 423083761, 37816247296, 222964340481, ... |           |
| 50  | 4 | 1, 5776, 30276, 55487601, 290736601, 532791965476, 2791652838976, 5115868397039401, 26805450269137401, 49122567815580389376, 257385930692604511876, 471674891049334501775401, 2471419679704938253922401, 4529022254733142070467037476, 23730571507140886421558408976, 43487671218272739111289992095601, 227860945140147111714865589091601, ... |           |
| 64  | 4 | 1, 64, 625, 48400, 450241, ... |           |
| 66  | 4 | 1, 1223236, 5107600, 1629005505625, 6801867425521, 2169369437921667136, 9058142076710164516, 2888979651650786027844601, ... |           |
| 68  | 4 | 1, 400, 41616, 4289041, 17514225, ... |           |
| 96  | 4 | 1, 14400, 46656, 132733441, 429940225, ... |           |
| 128 | 4 | 1, 148225, 408321, 9563079681, 26342913025, 616952522883841, 1699486690978561, 39802075051765530625, 109640684355448463361, 2567791069272648920349441, 7073359108807915474785025, 165658473003253597395658798081, 456330689435993174584833131521, 10687290724764111513110882779540225, 29439718091200304556358009172652801, 689479873651773417153581894243599769601, 1899273972479365758712887429179690164225, ... |           |
| 132 | 4 | 1, 784, 262144, 10597261249, 28731945025, ... |           |
| 140 | 4 | 1, 1002001, 2637376, 1023640086001, ... |           |
| 156 | 4 | 1, 18496, 288456256, ... |           |

У неким случајевима, као када је с=10 и т=4, не постоје други бројеви у оба сета осим 1.
Проблем налажења бројева који припадају трима полигоналним сетовима је тежи. Компјутерско претраживање за пентагоналне квадратне троугаоне бројеве је избацило само тривијалну вредност 1, путем доказа да не постоје други бројеви који су се појавили у резултатима претраживања.
Број 1225 је хекатоникоситетрагоналан (с=124), хексакотагоналан (с=60), икосиенегоналан (с=29), хексагоналан, квадратни и троугаони.